# Program Nariad
Program Nariad (również: 75P6) – radziecki i rosyjski program broni antysatelitarnej. Jego cywilne zastosowanie stanowił człon ucieczkowy Briz-K.
Program Nariad-W powstał jako II generacja radzieckich broni antysatelitarnej, po programach Polot i Istriebitiel Sputników] (IS). Informacje o nim nadal pozostają skąpe. Od roku 1978 koordynatorem programu było NPO Salut. Na rakietę nośną wyznaczono Rokot.
Kierowanie statkiem oraz namierzanie celów oparto wprost na IS. Z uwagi na niewielkie zmiany, możliwe że krył się on pod spotykanym czasem oznaczeniem IS-MD, czyli jako kolejna modyfikacja „niszczycieli sputników”. Spekulowano, że mógł razić kilka celów osobnymi głowicami na wyższych pułapach, nawet to 4 000 km.
Kłopoty gospodarcze schyłkowego ZSRR sprawiły, że przeprowadzono jedynie 3 testy Nariada. Dwa suborbitalne w 1990 i 1991 roku. A ostatni na pułapie 1900 km w 1994 (pod pozorem wyniesienia satelity Radio-ROSTO).
W 2009 roku pojawiły się informacje o wznowieniu prac, pod kryptonimami Nariad-WN i Nariad-WR.